# Bourrée

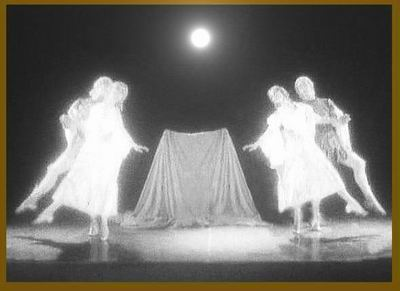
Bourrée de opéra-entracte «L'Os de chagrin»

La bourrée (borrèia en occitano), es un término francés que designa una danza popular tradicional de Auvernia y provincias circundantes como el Lemosín, el Berry, etc.
Danza rápida en 2, 4, 3 o 5 tiempos, la bourrée tiene muchas variantes regionales. Una forma estilizada de bourrée se utilizó en los ballets y las óperas francesas del siglo XVII y el siglo XVIII, y en particular en las suites barrocas de Johann Sebastian Bach y Georg Friedrich Händel.

## Características

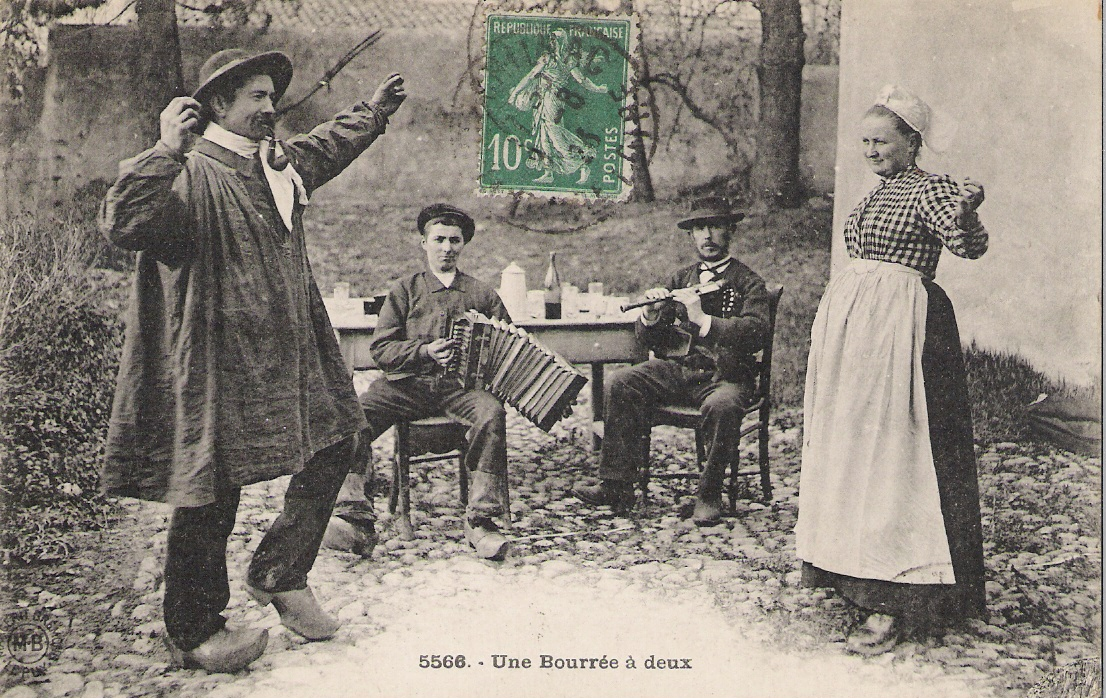
Borrèia de Auvernia, en una fotografía de principios del.

La borrèia es un tipo de baile tradicional muy extendido por ciertas partes de Occitania, principalmente por el Macizo Central, hasta regiones más septentrionales como el Morvan o departamentos meridionales como Ariège. Por extensión también se llama borrèia a las canciones y las músicas con las cuales se baila. 
Se distinguen dos clases de bourrées:
- La bourrée en dos tiempos: se baila principalmente en Baja Auvernia (Puy-de-Dôme), Borbonés, Lemosín, Nivernais (Nièvre), Charolés y en el Bajo Berry (Indre).
- La bourrée en tres tiempos, también denominada Montanhardas o Auvernhatas, se baila en Alta Auvernia (Cantal), Lemosín, Rouergue, Gévaudan, Morvan y Alto Berry (Cher).

Los instrumentos que acompañan tradicionalmente la bourrée son el acordeón, la cabrette, la gaita, la zanfona y el violín.

## Descripción
Empieza con una negra en anacrusa y su movimiento es sincopado, siendo similar a la gavota, aunque normalmente más extensa.
Uno de los más conocidos compositores que incorporaron bourrées en sus suites fue Johann Sebastian Bach. También son célebres las bourrées que incluye Georg Friedrich Händel en su Música para los reales fuegos de artificio y en el séptimo movimiento de su Música acuática.

### Esquemas rítmicos

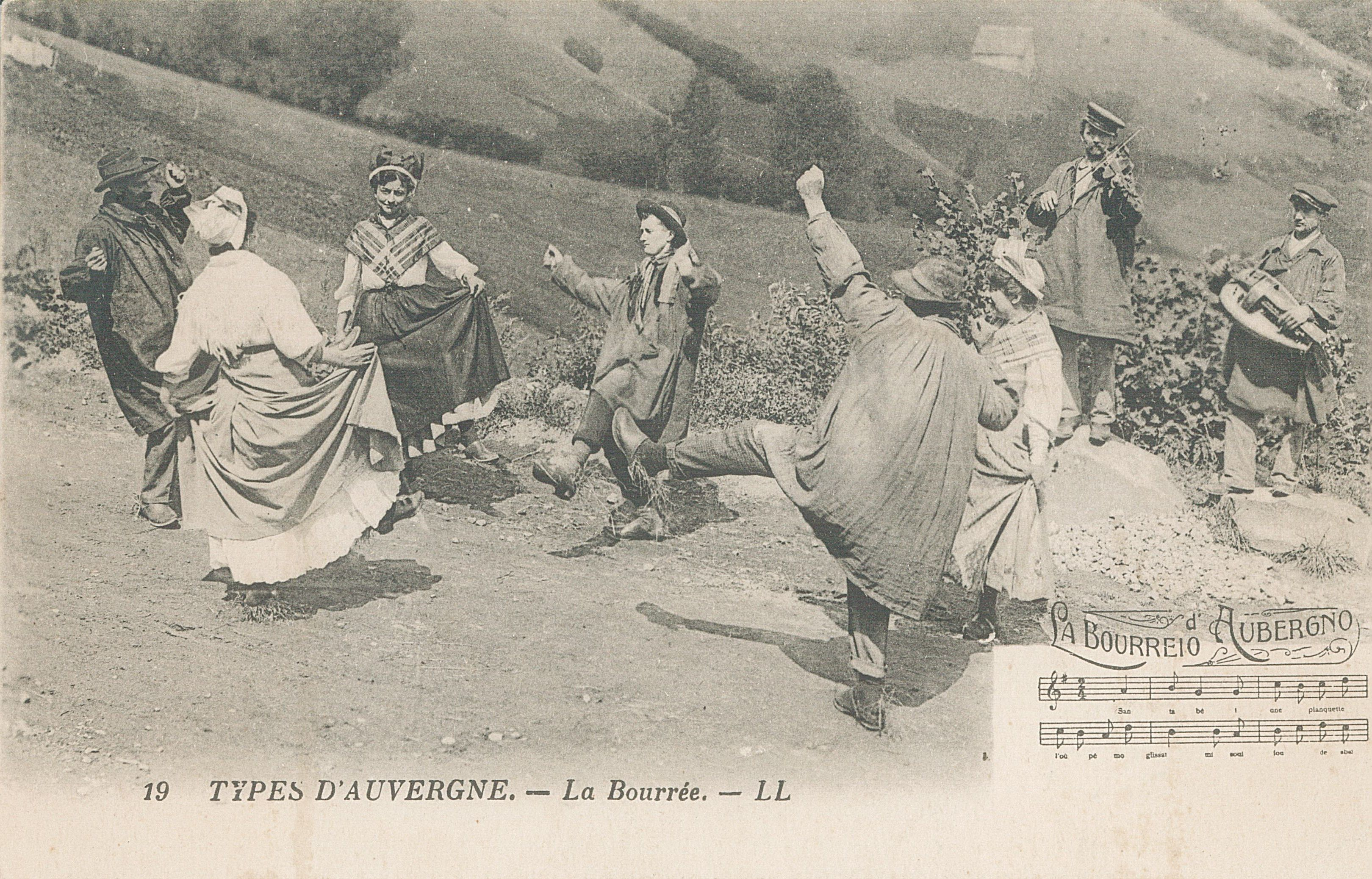
La bourrée de Auvernia en una postal de principios del.

En la bourrée se utilizan dos esquemas rítmicos básicos a la hora de componer:
- El primero consiste en 2 corcheas sincopadas y una negra que, por la síncopa, cae en el tiempo fuerte. Con este esquema comienza el 99% de las bourrées. Un ejemplo claro de este esquema rítmico es la famosa Bourrée en mi menor de Johann Sebastian Bach.[6]
- El segundo consiste, simplemente, en una sucesión de corcheas. Un ejemplo es el comienzo de la segunda bourrée de la Suite para violonchelo n.º 3 de J.S. Bach.[6]

### Combinación
Estos dos esquemas se combinan. Las melodías suelen comenzar con el primer esquema, luego es indistinto cuál se usa (se usa uno de los dos, se combinan o en ocasiones se varían; la variación más común es la sucesión de dos negras) y el final de la melodía suele terminar con el segundo esquema.
Las blancas y las redondas solo se usan en el final y es sumamente raro encontrar figuras con valores inferiores a la corchea.

## Orígenes
Documentos del siglo XVII mencionan su existencia en Auvernia, si bien otros documentos de la misma época la sitúan también en Bizcaya. La bourrée habría sido introducida en la Corte parisina en 1565 por Margarita de Valois, hija de Catalina de Médici, donde estuvo muy en boga hasta el reino de Luis XII.